# 壯一
壯一，是台灣宜蘭縣宜蘭市的一個傳統地域名稱，位於該市中部。相較於今日行政區，其範圍大致包括小東里東部狹長地帶、慈安里、中興里、新東里北部兩側邊界地帶、大新里東南大半部、神農里東南大半部不含東部邊界中段一小塊地、民權里南半部。

## 歷史
台灣清治末期，壯一地區為一街庄，稱為「壯一庄」，隸屬於民壯圍堡。該庄昔日北隔宜蘭河與辛仔罕庄、七張庄為界，東與壯七庄、壯三庄為鄰，南邊為四鬮庄、珍仔滿力庄，西邊為金六結庄、宜蘭街。
1901年（日治明治三十四年）11月，廢縣廳改設二十廳，該庄隸屬於宜蘭廳，編入第十六區。1905年（明治三十八年）7月，第十六區改名「民壯圍區」。1909年（明治四十二年）10月，合併二十廳為十二廳，該庄仍隸屬於宜蘭廳。1920年（大正九年），廢十二廳改設五州二廳，該庄改制為「壯一」大字，隸屬於臺北州宜蘭郡宜蘭街。1940年10月宜蘭街升格為宜蘭市。
戰後宜蘭市改制為縣轄市，隸屬於臺北縣，大字改制為里。1950年10月，北、基、宜分治，宜蘭市改隸屬於宜蘭縣。

## 聚落
本地區發展較早的聚落有五一、五二，在日治期初期的官方地圖上已有記載。此外，本地區尚有台福聚落。

## 交通
台鐵宜蘭線是台灣東北部鐵路幹線，大致北北東—南南西走向轉北北西—南南東走向經過壯一地區。境內設有宜蘭車站，屬一等站，停靠大部分普悠瑪號、太魯閣號、自強號、復興號列車及全部莒光號列車、區間快車、區間車。由此可前往台鐵沿線各地。
省道台7線（聖後街、東港路）俗稱「北部橫貫公路」，是桃園大溪至宜蘭壯圍的幹道，大致以西向東轉西北—東南走向經過本地區中北部。由該道路向西可前往宜蘭市中心、員山、大同、復興、大溪等地，向東可前往壯圍公館並止於省道台2線路口。

## 學校
- 蘭陽女中（小部分）

## 文化資產
- 舊宜蘭菸酒賣捌所（縣定古蹟）